# Prismany
Prismany jsou cyklické uhlovodíky, jejichž molekuly mají tvar hranolů. Mají obecný vzorec (C2H2)n, kde n je počet cyklobutanových stěn (velikost výchozího cykloalkanu; toto číslo také udává základ systematického názvu. Prvními členy této skupiny jsou:
| Strukturní vzorec         |                                  |                                       |                                            |                                                      |
| ------------------------- | -------------------------------- | ------------------------------------- | ------------------------------------------ | ---------------------------------------------------- |
| Běžný název               | Prisman [3]Prisman Triprisman    | Kuban [4]Prisman Tetraprisman         | [5]Prisman Pentaprisman                    | [6]Prisman Hexaprisman                               |
| Funkční a souhrnný vzorec | (C2H2)3 C6H6                     | (C2H2)4 C8H8                          | (C2H2)5 C10H10                             | (C2H2)6 C12H12                                       |
| Systematický název        | tetracyklo[2.2.0.02,6.03,5]hexan | pentacyklo[4.2.0.02,5.03,8.04,7]oktan | hexacyklo[4.4.0.02,5.03,9.04,8.07,10]dekan | heptacyklo[6.4.0.02,7.03,6.04,11.05,10.09,12]dodekan |

Triprisman, tetraprisman, a pentaprisman byly zkoumány experimentálně a řada vyšších prismanů pomocí výpočetních modelů. Několik prvních členů řady má geometrii odpovídající pravým hranolům, s rovinnými n-úhelníkovými základnami; u velkých n ale podle modelů takovéto geometrie přestávají být stálými a molekuly získávají narušené, méně symetrické tvary, například u [12]prismanu bylo předpověděno vychýlení tvarů cyklobutanových stěn způsobující, že dvanáctiúhelníkové základny nejsou rovnoběžné ani rovinné.

## Nekonvexní prismany

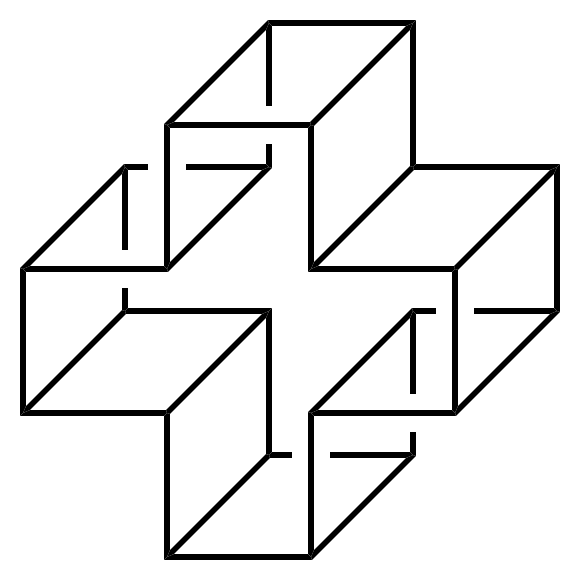
helvetan
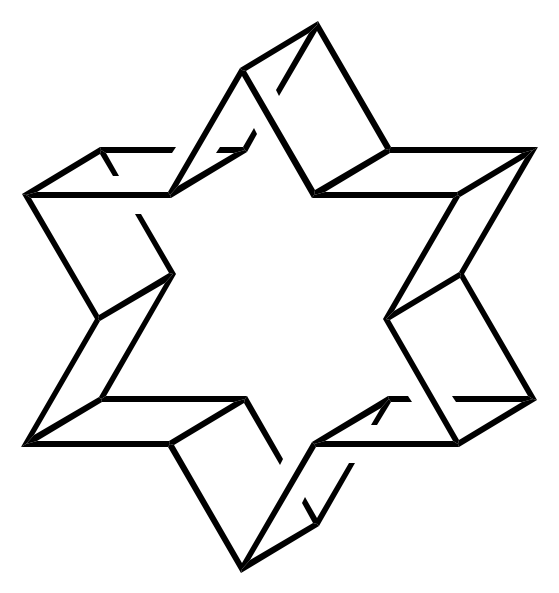
israelan

U prismanů s velkými základnami může dojít ke sloučení některých cyklobutanových stěn za vzniku stěn tvořených nekonvexními mnohoúhelníky. Tyto sloučeniny jsou izomery klasických prismanů. Výpočetně byly zkoumány dva izomery [12]prismanu, helvetan a israelan.

## Polyprismany

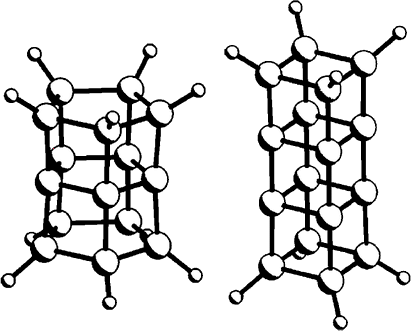
Bi[5]prisman (vlevo) a tri[4]prisman

Polyprismany se skládají z několika molekul prismanů spojených základnami.

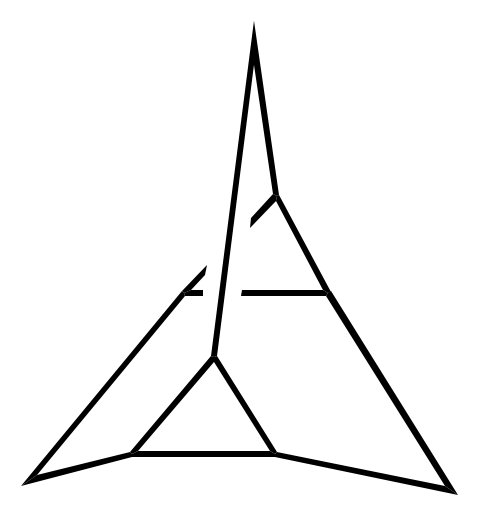
[3]asteran
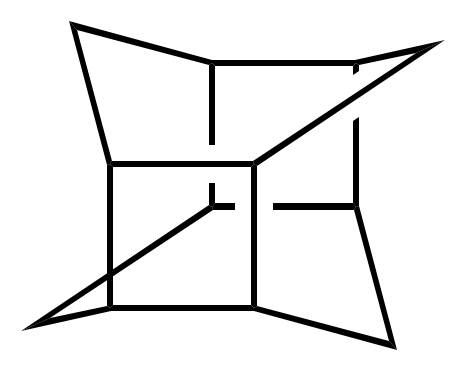
[4]asteran

Asterany mají methylenové můstky spojující n-úhelníkové základny na každém vrcholu, jejich stěny tak připomínají cyklohexan.